# Hambledon (Hampshire)
Pour les articles homonymes, voir Hambledon.
Hambledon est un petit village et une paroisse civile d'Angleterre, situé dans le comté de Hampshire à environ 10 milles (16 km) au nord de Portsmouth.
Hambledon est connu pour être le 'berceau du Cricket'. Le Hambledon Club, formé vers 1750, serait l'un des plus anciens clubs de cricket.